# Simonetta Avalle
Simonetta Avalle (Roma, 21 aprile 1950 – Roma, 27 gennaio 2025) è stata un'allenatrice di pallavolo italiana.

## Carriera
La sua carriera da allenatrice iniziò a Roma nel 1969. Proprio nella Capitale lavorò per gran parte della sua carriera, per poi spostarsi in piazze come Reggio Calabria, Napoli, Firenze, Vicenza e Arzano. Seguì sia club di alto livello sia di realtà più locali, come il Tor Sapienza Volley Friends, società del suo quartiere che allenò all'inizio e alla fine della carriera.
Vanno ricordate, tra le altre squadre guidate, la selezione regionale femminile del Lazio, l'Italia U20 e il Colli Aniene Roma, che riportò in Serie A1 nella stagione 1990-91 e portò poi alla vittoria della Coppa CEV 1992-93 in Turchia.
Ricoprì inoltre l'incarico di consigliere nazionale della quota tecnici nel quadriennio 2008-2012.

## Palmarès
- Coppa CEV: 1

1992-93